# Kiira (Vorname)
Kiira ist ein Vorname.

## Herkunft und Bedeutung
Der Name ist die weibliche finnische Form von Cyrus. Weitere Varianten Kyra (englisch) und Kira (russisch).

## Bekannte Namensträgerinnen
- Kiira Linda Katriina Korpi (* 1988), finnische Eiskunstläuferin